# Jan Wuytens
Jan Wuytens est un footballeur belge, né le 9 juin 1985 à Hasselt en Belgique. Il évolue comme stoppeur.

## Carrière
- 2005-2009 :  Heracles Almelo
- 2009-2013 :  FC Utrecht
- 2013-2016 :  AZ Alkmaar[1]

## Palmarès
Vierge

## Vie privée
Malgré son jeune âge, Jan est l'oncle de Stijn Wuytens, également footballeur.